# Histoire naturelle, générale et particulière, des plantes
Histoire naturelle, générale et particulière, des plantes (abreviado Hist. Nat. Pl.) es un libro con ilustraciones y descripciones botánicas que fue escrito por el botánico, briólogo, pteridólogo y político francés Charles-François Brisseau de Mirbel. Fue publicado en París en 18 volúmenes en los años 1802-1806 con el nombre de Histoire Naturelle Générale et Particulaire des Plantes. Ouvrage Faisant Suiteaux Ouvres de Leclerc de Buffon, et Partie du Ccours Complet d'Histoire Naturelle Rédigé par C. S. Sonnini, Membre de Plusieurs Sociétés Savantes. Traite d'Anatomie et de Physiologie Végétales, Servant d'Introduction a l'Histoire des Plants.

## Publicación
- Volumen n.º 1, 19 Jul 1802;
- Volumen n.º 2, 19 Jul 1802;
- Volumen n.º 3, 1806;
- Volumen n.º 4, 28 Jan 1803;
- Volumen n.º 5, 28 Jan 1803;
- Volumen n.º 6, 1 Oct 1803;
- Volumen n.º 7, 1 Oct 1803;
- Volumen n.º 8, 1804;
- Volumen n.º 9, 1804;
- Volumen n.º 10, 1805;
- Volumen n.º 11, 1805;
- Volumen n.º 12, 1805;
- Volumen n.º 13, 1805,
- Volumen n.º 14, 1805,
- Volumen n.º 15, 1805;
- Volumen n.º 16, 1806,
- Volumen n.º 17, 1806;
- Volumen n.º 18, 1806